# Кан Дик Су
Кан Дик Су (кор. 강득수, нар. 16 серпня 1961) — південнокорейський футболіст, що грав на позиції нападника.
Виступав, зокрема, за клуб «Ел Джі Чітас», викликався до національної збірної Південної Кореї.

## Клубна кар'єра
У дорослому футболі дебютував 1984 року виступами за команду клубу «Ел Джі Чітас», в якій провів п'ять сезонів, взявши участь у 139 матчах чемпіонату.  Більшість часу, проведеного у складі «Ел Джі Чітас», був основним гравцем атакувальної ланки команди.
Завершив професійну ігрову кар'єру у клубі «Ульсан Хьонде», за команду якого виступав протягом 1990—1991 років.

## Виступи за збірні
1981 року залучався до складу молодіжної збірної Південної Кореї. На молодіжному рівні зіграв у 3 офіційних матчах.
1986 року викликався до національної збірної Південної Кореї. Був включений до її завки для участі у чемпіонаті світу 1986 року у Мексиці. Проте ані на світовій першості, ані після неї в офіційних іграх за збірну так й не дебютував.

## Титули і досягнення
- Переможець Юнацького (U-19) кубка Азії: 1980
- Переможець Азійських ігор: 1986